# Polycoccum peltigerae
Polycoccum peltigerae är en svampart som tillhör divisionen sporsäcksvampar, och som först beskrevs av Karl Wilhelm Gottlieb Leopold Fuckel, och fick sitt nu gällande namn av Vezda. Polycoccum peltigerae ingår i släktet Didymocyrtis, och familjen Dacampiaceae. Arten är reproducerande i Sverige.